# Kerpert
Kerpert é uma comuna francesa na região administrativa da Bretanha, no departamento Côtes-d'Armor. Estende-se por uma área de 20,53 km². Em 2010 a comuna tinha 273 habitantes (densidade: 13,3 hab./km²).